# Erula
Erula (sardisk: Èrula) er en by og en kommune (comune) i provinsen Sassari i regionen Sardinien i Italien. Byen ligger i 457 meters højde og har 745 indbyggere (2016). Kommunen har et areal på 39,31 km² og grænser til kommunerne Chiaramonti, Ozieri, Perfugas, Tempio Pausania og Tula.